# Dragon Age II
Dragon Age II – komputerowa fabularna gra akcji stworzona przez studio BioWare, wydana w 2011 roku przez Electronic Arts na platformy Windows, PlayStation 3 i Xbox 360, będąca drugą częścią serii Dragon Age. Podobnie jak w przypadku Początku, jej akcja osadzona jest w fikcyjnej krainie Thedas. Gracz wciela się w Hawke’a – człowieka, który przybywa do miasta Kirkwall jako pozbawiony pieniędzy uchodźca, a podczas ciągnących się przez dekadę politycznych i społecznych zawirowań staje się legendarnym bohaterem. Częściowo otwarty świat eksplorowany jest z perspektywy trzeciej osoby, w której też prowadzone są walki. Na swojej drodze Hawke napotyka towarzyszy, odgrywających ważne role w fabule i w rozgrywce. W zależności od decyzji podejmowanych przez gracza, będą oni postrzegać Hawke’a jako przyjaciela albo jako rywala.
BioWare rozpoczęło prace nad grą podczas produkcji rozszerzenia do Początku, zatytułowanego Przebudzenie. Electronic Arts dało twórcom zaledwie 14–16 miesięcy na ukończenie gry, co doprowadziło do długotrwałego crunchu (pracowania znacznie ponad normy) i wielokrotnego wykorzystywania tych samych zasobów. Opierając się na opiniach fanów odnośnie do pierwszej części, studio postanowiło usprawnić mechanikę rozgrywki, koncentrując się bardziej na akcji. Silnik Eclipse, wykorzystany przy pracach nad poprzedniczką, został rozbudowany i przemianowany na Lycium, pozwalając na stworzenie lepszej oprawy graficznej i oświetlenia oraz dostosować je do nowego stylu artystycznego, inspirowanego Strażą przyboczną i Conanem barbarzyńcą. W projekt zaangażowani byli m.in. David Gaider i Inon Zur, którzy – podobnie jak w przypadku Początku – pełnili funkcje, odpowiednio, głównego scenarzysty i kompozytora.
Gra spotkała się z ogólnie pozytywnym przyjęciem ze strony krytyków branżowych. Chwalili oni mechanikę rozgrywki, towarzyszy i scenariusz, z mieszanymi odczuciami przyjęli jednak strukturę fabularną i zmniejszenie nacisku położonego na taktykę i strategię. Powszechnie krytykowano osadzenie całej gry w jednym mieście i wykorzystywanie tych samych zasobów graficznych. Chociaż wśród graczy opinie odnośnie do gry były podzielone, w ciągu niecałych pierwszych dwóch tygodni obecności na rynku sprzedała się w ponad milionie egzemplarzy – znacznie szybciej, niż Początek. W listopadzie 2014 roku ukazała się kontynuacja, Dragon Age: Inkwizycja.

## Opis

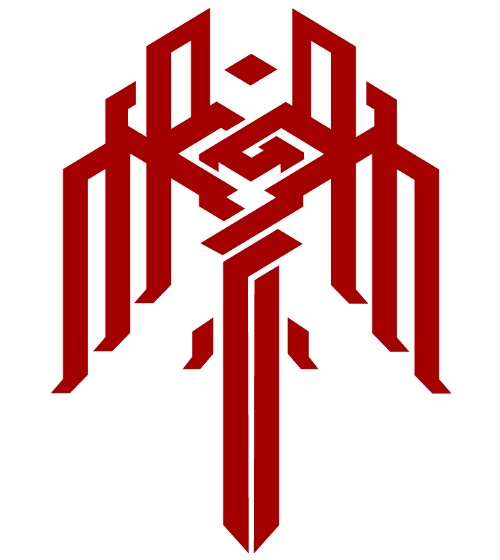
Herb miasta-państwa Kirkwall

### Świat gry
Świat przedstawiony w grze w pewnej mierze uzależniony jest od wydarzeń, które miały miejsce w Dragon Age: Początku – albo poprzez zaimportowanie stanu świata, albo wybranie jednego z predefiniowanych. Główna fabuła ma liniową narrację, przedstawianą w formie wspomnień Varika Tethrasa (Brian Bloom), krasnoludzkiego bajarza przesłuchiwanego przez Kasandrę, członkinię zakonu Poszukiwaczy Prawdy. Varrik jest postacią z rodzaju nierzetelnego narratora, lubiącego ubarwiać i przerysowywać. Grywalną postacią jest Hawke (Nicholas Boulton lub Jo Wyatt), który podczas wydarzeń z Początku ucieka z Fereldenu i trafia do miasta-państwa Kirkwall. Tam, na przestrzeni dziesięciu lat, zyskuje wpływy i posłuch, stając się bohaterem miasta. Varrik przedstawia Kasandrze historię Hawke’a na podstawie wyborów dokonywanych przez gracza, w niektórych miejscach jednak konfabulując. Historia podzielona jest na trzy akty, pomiędzy którymi istnieje około trzech lat różnicy. Główna fabuła pozostaje niemal niezmieniona do samego końca, kiedy gracz wybiera jedno z dwóch zakończeń, po drodze wpływając na boczne odnogi historii.
Hawke może zwerbować do ośmiu towarzyszy, których gracz może kontrolować w walce i podczas eksploracji świata. Poza Varrikiem, towarzyszami, którzy dołączają do Hawke’a w toku fabuły, są Avelina Valen (Joanna Roth) – surowa wojowniczka, która zostaje kapitanem straży miejskiej Kirkwall; Merrill (Eve Myles) – społecznie nieprzystosowana elfka mająca obsesję na punkcie niebezpiecznych starożytnych artefaktów i magii krwi; oraz Anders (Adam Howden) – mag i były szary strażnik, za wszelką cenę chcący chronić represjonowanych w Kirkwall magów. W pierwszym akcie obligatoryjnym towarzyszem jest również rodzeństwo Hawke’a: w zależności od klasy grywalnej postaci, jest to albo posługująca się magią Bethany (Rebekah Staton), albo wojownik Carver (Nico Lennon). Opcjonalnymi towarzyszami są: Izabela (Victoria Kruger) – pewna siebie kapitan pirackiego statku poszukująca pewnej relikwii – oraz Fenris (Gideon Emery), elfi wojownik i były niewolnik, pałający nienawiścią do magów z Imperium Tevinter. Dodatek Książę na wygnaniu wprowadza również ósmego towarzysza, Sebastiana Vaela (Alec Newman) – pobożnego łotrzyka i świeckiego brata Zakonu. Z Izabelą, Merrill, Fenrisem i Andersem Hawke może romansować bez względu na płeć, podczas gdy Sebastian jest opcją romansową przeznaczoną wyłącznie dla postaci kobiecej.

### Fabuła
Kasandra Pentaghast – członkini zakonu Poszukiwaczy Prawdy, nadzorującego templariuszy – prowadzi śledztwo w sprawie Hawke’a, „Bohatera Kirkwall”. W tym celu przesłuchuje Varrika, chcąc dowiedzieć się, w jaki sposób Hawke doprowadził do wybuchu wojny magów z templariuszami.
Historia Hawke’a rozpoczyna się niedługo po znanej z Początku bitwie pod Ostagarem, w której szarzy strażnicy ponieśli klęskę. Hawke wraz ze swoją ucieka przed mrocznymi pomiotami z rodzinnej wioski Lothering w Fereldenie. Po drodze dołącza do nich Avelina, której mąż Wesley ginie, wraz z Bethany bądź Carverem (rodzeństwem Hawke’a). Pozostali przy życiu zostają uratowani przez Flemeth pod postacią smoka, która w zamian za pomoc prosi, żeby Hawke wykonał dla niej pewne zadanie w okolicach Kirkwall, kiedy już tam dotrze. Po wielu tygodniach morskiej podróży, udaje im się dotrzeć do miasta, gdzie rodzina Hawke’a zamieszkuje w slumsach u jego wuja, Gamlena.
Rok później Hawke zostaje członkiem ekspedycji na niebezpieczny obszar Głębokich Ścieżek, organizowanej przez Varrika i jego brata Bartranda. Dołącza do nich także były szary strażnik Anders. Ekspedycja okazuje się finansowym sukcesem – Hawke zyskuje sławę i bogactwo, będąc w stanie odkupić dawną rodzinną posiadłość w Górnym Mieście. Niedługo później Batrand zdradza Varrika i Hawke’a pod wpływem znalezionego podczas ekspedycji posążka z czerwonego lyrium, który doprowadził go do szaleństwa.
Po kolejnych trzech latach wicehrabia Kirkwall wzywa Hawke’a z prośbą o pomoc w rozwiązaniu politycznego sporu, powodowanego obecnością w mieście wojsk qunari, którzy rozbili się u wybrzeży miasta trzy lata wcześniej. Odmawiając podporządkowania się kirkwallsiemu prawu, jak również opuszczenia miasta, prowadzą do rosnących napięć pomiędzy nimi a mieszkańcami. W międzyczasie matka Hawke’a – Leandra – zostaje zamordowana przez maga krwi, a zarazem seryjnego zabójcę, współpracującego z „O”. Niedługo później odkrywa, że qunari nie opuszczą miasta, dopóki nie odzyskają swojej świętej relikwii, skradzionej im przez piratkę Izabelę. Kiedy zbiega ona z miasta, przywódca qunari – arishok – przypuszcza szturm na miasto i zabija wicehrabiego. Hawke’owi i jego sojusznikom udaje się pokonać arishoka i odzyskać miasto, za co Hawke zostaje mianowany Bohaterem Kirkwall.
W ciągu następnych trzech miasto zamienia się w państwo policyjne kontrolowane przez zakon templariuszy i jego tyraniczną przywódczynię – komtur Meredith Stannard. Ta ciemięży magów pod pretekstem używania przez nich magii krwi i innych zakazanych technik, co prowadzi do ciągłych spięć z przywódcą miejscowego Kręgu Maginów, pierwszym zaklinaczem Orsino. Eskalujący konflikt zmusza Hawke’a do interweniowania, wskutek czego zwolennicy Orsina porywają bliską mu osobę. Obawiając się o bezpieczeństwo bliskich, Hawke próbuje wycofać się z konfliktu, jednak nieświadomie pomaga Andersowi dokonać zamachu terrorystycznego, w wyniku którego w powietrze wysadzony zostaje miejscowy zakon, a śmierć ponosi wielka kapłanka Elthina. W ramach zemsty za ten akt, Meredith postanawia powołać się na Prawo Likwidacji i zabić wszystkich magów w mieście, zmuszając Hawke’a do opowiedzenia się po którejś ze stron. Hawke zabija Orsina, który okazuje się być „O”, i Meredith, która popadła w obłęd po odkupieniu od Bartranda posążka z czerwonego lyrium. W następstwie bitwy Hawke albo opuszcza miasto jako bohater magów, albo zostaje wybrany na nowego wicehrabiego Kirkwall.
Varrik kończy swoją opowieść stwierdzając, że towarzysze Hawke’a koniec końców rozeszli się w swoją stronę, a on sam opuścił miasto. Kasandra pozwala Varrikowi odejść i spotyka się z Lelianą. Obie stwierdzają, że skoro Hawke i Bohater Fereldenu zniknęli, muszą znaleźć kogoś innego – w kontynuacji okazuje się, że chodzi o osobę, która stanie na czele Inkwizycji.

## Rozgrywka
Dragon Age II jest fabularną grą akcji z perspektywą z trzeciej osoby. Gracz kontroluje postać Hawke’a – człowieka uciekającego z Fereldenu przed Piątą Plagą, który ostatecznie zostaje Bohaterem Kirkwall. Wygląd, płeć i klasę postaci gracz może określić samemu na początku gry. Wybrać można z trzech dostępnych klas: wojownika (posługującego się dwuręcznymi broniami albo bronią i tarczą), maga (rzucającego czary przy pomocy kosturów) albo łotrzyka (korzystającego ze sztyletów i łuków). Na początku gry możliwe jest również przeniesienie do niej wyborów podjętych w Początku – albo poprzez zaimportowanie zapisu gry z poprzedniczki, albo poprzez wybranie tła fabularnego. W obu przypadkach modyfikuje to narrację gry, wpływając m.in. na niektóre zadania poboczne.
Podczas wykonywania zadań i eksplorowania świata Hawke’owi może towarzyszyć maksymalnie troje spośród kilku możliwych do zwerbowania towarzyszy – reszta pozostaje wtedy w swoich domach w Kirkwall. Kiedy towarzysze znajdują się w drużynie, gracz może sprawować nad nimi bezpośrednią kontrolę, co pozwala np. otwierać łotrzykiem zamknięte zamki, z reguły sterowani są jednak przez sztuczną inteligencję, której zachowania można ustawić w menu taktyk. W zakładce tej możliwe jest również ustawienie m.in. postawy towarzysza (agresywnej, ochronnej itd.) oraz limit zdrowia, po utracie którego korzystają z mikstur leczniczych. W trakcie walk gracz ma dostęp do aktywnej pauzy, pozwalającej wydać Hawke’owi i jego towarzyszom rozkazy. W wersji komputerowej w trybie tym można swobodnie obracać kamerę. Rozkazów nie da się kolejkować – nowe polecenie można wydać dopiero wtedy, kiedy postać wykona poprzednie. Poza podstawowymi atakami, postać korzysta z różnych talentów zależnych od jej klasy. Przykładowo, wojownik może ogłuszyć przeciwników, a mag spalić ich za pomocą kul ognistych. Część z tych umiejętności zużywa manę bądź energię postaci. Umiejętności – zarówno grywalnej postaci, jak i towarzyszy – można łączyć ze sobą w kombinacje. Pokonani towarzysze zyskują przytomność automatycznie po wyeliminowaniu ostatniego wroga, należy jednak wyleczyć ich obrażenia.
Dostępny w grze system ekwipunku spełnia funkcję swojego rodzaju magazynu całej drużyny. Zbierać można kilka rodzajów przedmiotów – bronie i zbroje, receptury rzemieślnicze, runy, przedmioty fabularne i użytkowe – jednak postać gracza może nieść przy sobie określoną ich liczbę. Niektóre przedmioty – zarówno znajdowane podczas eksploracji, jak i zakupione u handlarzy – zapewniają określone premie, zwiększające statystyki postaci. Zbroje znalezione w świecie gry może założyć tylko Hawke, podczas gdy ubiory towarzyszy są niezmienne przez całą grę – możliwe jest jedynie znajdowanie do nich ulepszeń bądź dobieranie do nich akcesoriów, takich jak pasy czy amulety. Bronie można zakląć za pomocą run, nadając im nowe właściwości. Po zdobyciu odpowiedniej receptury i składników, rzemieślnicy mogą wytwarzać mikstury, trucizny, bomby i runy.
Punkty doświadczenia zdobywa się za wykonywanie zadań i pokonywanie przeciwników. Po zdobyciu odpowiedniej ich liczby, postać awansuje na wyższy poziom. Automatycznie zwiększa to poziom zdrowia, wytrzymałości i many, pozwala też na odblokowanie nowych talentów albo ulepszenie atrybutów: wytrzymałości, zręczności, magii, sprytu, siły woli bądź kondycji. Odblokowane wcześniej talenty można ulepszać, zwiększając ich efektywność. Po osiągnięciu określonego poziomu doświadczenia, Hawke może odblokować specjalizację. Większość talentów jest wspólnych dla postaci danej klasy, jednak każdy towarzysz ma jedno unikalne drzewko talentów, którymi nie dysponuje żadna inna postać. Niektóre umiejętności, jak np. wytwarzanie przedmiotów czy otwieranie zamków, odblokowywane bądź ulepszane są automatycznie, kiedy postać odpowiednio rozwinie powiązany z nimi atrybut.
Kiedy postać gracza nie walczy, może rozmawiać z postaciami niezależnymi, wybierając odpowiedzi z kołowego drzewka dialogowego. Wypowiedzi Hawke’a podzielone są na agresywne, dyplomatyczne i humorystyczne, a wybieranie ich przekłada się na jego osobowość. W zależności od rozwinięcia odpowiednich umiejętności, Hawke może okłamywać rozmówców, przekupywać ich czy wymuszać od nich pieniądze, jak również romansować z towarzyszami. Część podejmowanych przez gracza decyzji prowadzi do konsekwencji, wpływających zarówno na Hawke’a i jego drużynę, jak i świat gry. System poparcia z Początku został zastąpiony przez system przyjaźni i rywalizacji. Towarzysz, który częściej zgadza się z Hawkiem, jest jego przyjacielem, podczas gdy ten mający częściej odmienne od niego zdanie – rywalem, darzącym go jednak szacunkiem. Pełne poparcie towarzysza odblokowuje premie wspomagające Hawke’a i drużynę, podczas gdy zapełnienie wskaźnika rywalizacji wzmacnia rywalizującego towarzysza. Relacje z towarzyszami można poprawić poprzez wręczenie im prezentów. Bez względu na płeć Hawke’a i poziom przyjaźni/rywalizacji, pięciu towarzyszy stanowi opcje romansowe.

## Produkcja
Biuro BioWare’u w Edmonton rozpoczęło pracę nad Dragon Age II jeszcze podczas produkcji Przebudzenia. Electronic Arts nakazało dostarczenie gotowej gry w ciągu 14–16 miesięcy, co doprowadziło do licznych nadgodzin. Prace nad grą zakończono 11 lutego 2011 roku.

### Projekt
Jednym z głównych celów studia było usprawnienie formuły opracowanej na potrzeby Początku. Jak stwierdził główny projektant gry, Mike Laidlaw, zespół poddał analizie różne elementy składające się na rozgrywkę w pierwszej części – w tym przede wszystkim jej przesadnie złożone mechaniki – oraz przestudiował opinie fanów na jej temat. Ustaliwszy, że większość graczy porzuciła Początek po pierwszych kilku godzinach, zespół postawił sobie za cel uczynienie Dragon Age II bardziej przystępnym dla nowych użytkowników, a tym samym trafić do większej liczby odbiorców. Postanowiono uprościć pewne mechaniki, przy jednoczesnym zachowaniu wielu elementów typowych dla gier fabularnych. Studio zapoznało się również z recenzjami Początku, co uświadomiło twórcom, że – zwłaszcza na konsolach – była ona powszechnie krytykowana za skupianie się na ślamazarnej walce. Doprowadziło to do przyjrzenia się rozgrywkom w grach akcji i przyspieszenia walki, żeby była bardziej responsywna, a akcje były wykonywane bez opóźnień. Odzwierciedlać miały to bardziej reaktywne i „stylowe” animacje walki. Chociaż gra stała się bardziej nastawiona na akcję, twórcy zdecydowali się nie porzucać całkowicie taktycznego aspektu Początku, uważając, że może to wyobcować ich fanów. Pomimo tego usunięto znany z poprzedniej części widok z góry, chciano bowiem stworzyć bardziej zróżnicowaną scenerię bez konieczności oglądania górnych części pomieszczeń. Laidlaw dodał, że rozgrywka jest bardziej taktyczna z natury, ponieważ rozwinięto system kombinacji, które gracz może wykonywać poprzez korzystanie z talentów wszystkich klas postaci. Według Robyn Theberge, kierowniczki projektu gry, celem zespołu było, żeby podczas korzystania z taktyki gracz „myślał jak generał”, a szybsza walka miała sprawić, że będzie „walczył jak Spartanin”.
Inspirację dla gry stanowiły filmy Pietera Bruegela, Sergia Leonego i Akiry Kurosawy, jak również Straż przyboczna i Conan barbarzyńca. Zamierzeniem twórców było stworzenie stylu graficznego, który będzie „godny zapamiętania”, byli powiem świadomi tego, że w Początku lokacje były w dużej mierze niewyróżniające się. Żeby wyeliminować wizualne nieścisłości pierwowzoru, zadbano również o to, żeby gra miała spójny projekt graficzny. Przeprojektowano pojawiające się w uniwersum rasy, żeby bardziej odróżnić je od siebie – przykładowo, qunari, w odróżnieniu od Początku, mają rogi na głowach. Ze względu na krótki cykl produkcyjny, akcja całej gry została osadzona w jednym mieście i jego bezpośrednich okolicach, żeby móc wielokrotnie wykorzystać te same zasoby, takie jak np. miejsca i budynki. Według Laidlawa, twórcy inspirowali się grą Eternal Darkness: Sanity’s Requiem, w której gracze obserwowali, jak z czasem miasto ewoluuje. Od studia wymagało to jedynie zmodyfikowania już istniejących zasobów, bez konieczności tworzenia nowych.
Podczas gdy Początek opracowywano głównie z myślą o komputerach osobistych, Dragon Age II było tworzone jako gra wieloplatformowa, studiu zależało bowiem, żeby gracze na każdym urządzeniu czerpali taką samą radość z grania. Sterowanie – w tym widok taktyczny i menu komend – oraz fabuła są identyczne na każdej platformie, zmieniony został jedynie interfejs użytkownika. Według Laidlawa, portowanie Początku na PlayStation 3 było okropnym doświadczeniem. Mając to w pamięci, twórcy przeprojektowali wszystkie zasoby, żeby wyglądały lepiej. Gra została stworzona na ulepszonej wersji silnika Eclipse, przemianowanej na Lycium, mającym odzwierciedlać nowy styl artystyczny gry. Neil Thompson – kierownik działu animacji i artystycznego – przyznał w 2013 roku, że zespół był zawiedziony oprawą wizualną Dragon Age II, ponieważ w momencie premiery gry Eclipse był już przestarzały, co skutkowało przeciętną grafiką. Znacznemu usprawnieniu uległo oświetlenie, jako że silnik obsługiwał oświetlenie globalne. Wprowadzono również nowe narzędzie do edytowania nieba i renderowania wody.

### Scenariusz

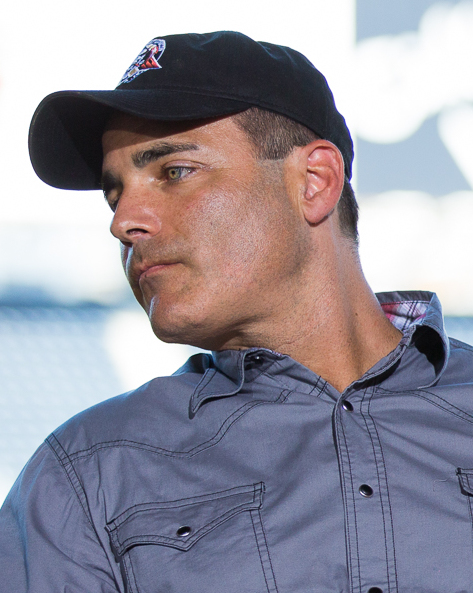
Brian Bloom, aktor użyczający głosu narratorowi gry, Varrikowi Tethrasowi

Poza Gaiderem, za scenariusz gry, jak również poszczególnych postaci czy zadań, odpowiadało pięcioro innych scenarzystów – Ferret Baudoin, Sheryl Chee, Jennifer Brandes Hepler, Mary Kirby i Lukas Kristjanson. Zamiarem zespołu było odejście od formuły prowadzenia narracji znanej z Początku, która krytykowana była jako przewidywalna i schematyczna opowieść o podróży herosa. Wskutek tego scenarzyści postanowili uczynić narrację bardziej „osobistą”, koncentrując się na losach jednej postaci na przestrzeni kilku lat, całość spajając klamrą pozwalającą pominąć okresy nieinteresujące gracza. Żeby osiągnąć ten cel, zrezygnowano z historii wprowadzających w życiorys postaci. W przeciwieństwie do Strażnika – milczącego protagonisty Początku  – Hawke, wzorem Bezimiennego z Planescape: Torment, został w pełni udźwiękowiony. Twórcy postanowili również na mroczniejszy ton opowieści niż w poprzedniej części, co – zdaniem Gaidera – dało nowe możliwości narracyjne, takie jak np. dosadniejsze podkreślenie decyzji podjętych przez gracza czy zmiana niektórych elementów świata gry. Według Laidlawa, wybory mające większe znaczenie miały uczynić z Dragon Age II „najbardziej reakcyjną grę” studia. Wybory podejmowane przez gracza dzieliły się na niuanse, wybory „miejscowe” i globalne. Podczas gdy niuanse miały niewielki wpływ na narrację, decyzje miejscowe i globalne zmieniały ją drastycznie, kładąc podwaliny pod fabułę trzeciej części. Twórcy mieli nadzieję, że dzięki nieznajomości konsekwencji podejmowanych decyzji, przedstawiona w grze historia zostanie odebrana przez graczy jako bardziej osobiste doświadczenie. Podobnie jak w Początku, wybory nie były czarno-białe, pozwalając graczom podejmować takie decyzje, jakie uznali za słuszne.
Tworząc scenariusz, studio zdecydowało się na podejście tzw. „jednostronicowca” – stworzenia krótkiego ogólnego zarysu, który następnie był rozbudowywany o mniejsze, bardziej szczegółowe elementy. Żeby zapewnić spójność świata, twórcy korzystali z wewnętrznej wiki, na której przechowywali informacje na jego temat. Każdy element fabuły był dwukrotnie kolaudowany. Podczas pierwszej kolaudacji, nazywanej przez twórców „białą skrzynką”, oceniano tempo i przedstawione przed postacią wybory, zaś podczas drugiej – „pomarańczowej skrzynki” – szczegóły każdego zadania. Chociaż możliwe było zaimportowanie stanu świata z Początku, nie miało to znaczącego wpływu na fabułę. Twórcom zależało na tym, żeby gracze mieli świadomość, że ich wybory odcisnęły jakieś piętno na świecie przedstawionym, sporadycznie pokazując na ekranie też jakąś znaną z poprzedniczki postać, bez konieczności tworzenia „obowiązkowych gościnnych występów” wszystkich z nich. Uznali oni również, że odnoszenie się do każdego wyboru z Początku wyobcowałoby graczy, którzy z poprzedniczką nie mieli styczności. Laidlaw dodał, że w przeciwieństwie do Mass Effectów, Dragon Age’e nastawione są bardziej na miejsce i świat, a nie na postacie. Według Gaidera, tematem przewodnim gry było „wolność kontra bezpieczeństwo”, odnosząc się do konfliktu pomiędzy magami a templariuszami. Na potrzeby gry napisano blisko pół miliona linii dialogowych i nagrano około 103 minut przerywników filmowych.

### Ścieżka dźwiękowa
Ponieważ gra opowiada o przygodach Hawke’a i jego rodziny w świecie gry, podstawą ścieżki dźwiękowej był kwartet smyczkowy, podczas gdy orkiestra stanowiła tło. Jako że Kirkwall było miejscem obcym dla głównego bohatera, w celu podkreślenia tej obcości Inon Zur zdecydował się na wprowadzenie do motywów związanych z miastem elementów bliskowschodnich. Przy ścieżce dźwiękowej współpracowali izraelska piosenkarka Aubrey Ashburn, która wykonała motyw przewodni i kilka utworów, oraz zespół Florence and the Machine, którego piosenka „I’m Not Calling You a Liar” została przerobiona na potrzeby gry. Podobnie jak w przypadku Początku, muzyka stanowi połączenie „heroicznej” i „demonicznej”. Ponieważ pracując nad pierwszą częścią Zur ustanowił już styl muzyczny serii, przy komponowaniu muzyki do drugiej dano mu większą swobodę twórczą.

## Marketing i promocja
Electronic Arts zapowiedziało wydanie Dragon Age II w lipcu 2010 roku. Od 22 lutego do 1 marca 2011 roku dostępna była wersja demonstracyjna gry. Osoby, które zamówiły grę w przedsprzedaży przez 11 stycznia 2011, otrzymały wydanie BioWare Signature Edition, zawierające dodatkowe przedmioty, towarzysza i cyfrową wersję ścieżki dźwiękowej. BioWare nawiązało współpracę z Razerem, w ramach której na rynek wypuszczono peryferia dla graczy „Collector's Edition Product Line”. W marcu 2011 na Facebooku udostępniona powiązana z Dragon Age II dwuwymiarowa fabularna gra strategiczna Dragon Age Legends. Posiadacze Dead Space 2 otrzymali zbroję wzorowaną na protagoniście gry, Isaacu Clarke’u.
W lipcu 2011 roku gra została usunięta z cyfrowej dystrybucji na platformie Steam. Według Electronic Arts, powodem tego było naruszenie polityki firmy Valve, która „ogranicza to, w jaki sposób producenci gier mogą oferować klientom zawartość do pobrania”. Gracze, którzy zakupili grę niedługo po premierze, otrzymali darmowe kody uprawniające do pobrania innej gry BioWare’u – Mass Effect 2. 3 maja 2018 roku Dragon Age II trafiło na listę gier wstecznie kompatybilnych na Xboksie One.
Od marca do października 2011 roku do gry wydano łącznie sześć pakietów dodatków, w tym dwa rozszerzenia fabularne. W pierwszym – Dziedzictwo – Hawke bada wzniesione przez szarych strażników więzienie, w którym przetrzymywany jest potężny mroczny pomiot. W Znaku zabójcy sprzymierza się z elfką Tallis, żeby przedostać się do orlezjańskiego zamku i wykraść cenną relikwię. Pozostałe pakiety zawierały dodatkowe elementy wyposażenia. W produkcji znajdowało się również trzecie rozszerzenie fabularne, The Exalted March, studio zdecydowało się jednak porzucić prace nad nim, żeby skoncentrować się na wprowadzaniu poprawek do silnika Frostbite, żeby użyć go w swoich przyszłych grach.
W lutym 2011 roku zapowiedziano miniserial Dragon Age: Redemption, w którym główną rolę Tallis zagrała Felicia Day. Reżyserem serialu był Peter Winther, autorem zdjęć John Bartley, a Day zaangażowana była w pisanie scenariusza. Sześcioodcinkowa produkcja zadebiutowała 10 października 2011 roku, dzień przed premierą dodatku do gry Znak zabójcy, w którym Tallis pojawia się jako tymczasowa towarzyszka Hawke'a.

## Odbiór
Według średniej ocen w agregatorze recenzji Metacritic – w zależności od platformy, wynoszącej od 79 do 82 punktów na 100 – gra spotkała się z ogólnie pozytywnym przyjęciem krytyków. Laidlaw przyznał, że studio nigdy nie łudziło się, że Dragon Age II zostanie ocenione lepiej niż Początek, liczył jednak na to, że gra otrzyma wyższą średnią ocen, niż otrzymała ostatecznie.
Kilku krytyków chwaliło system walki, zauważając, że jest ona szybsza niż w części pierwszej. Joe Juba z magazynu „Game Informer” chwalił go za „responsywność”, stwierdzając, że pasuje do gry. Kristine Steimer z IGN uznała walkę, dobrze łączącą ze sobą elementy akcji i taktyki, za „dającą rozrywkę” i „wszechstronną”, skrytykowała jednak nieprecyzyjne sterowanie w wersji konsolowej i słabą sztuczną inteligencję. Mike Sharkey, recenzent serwisu GameSpy, określił rozgrywkę jako „gładką”. Zauważył, że usprawniono interfejs użytkownika, stwierdzając, że jest to „świetne połączenie” akcji i strategii, chociaż ta ostatnia okazała się mniej potrzebna, niż w Początku. Eric Neigher z GamesRadar był zawiedziony „nieporęcznością” systemu strategii, który jego zdaniem sprawił, że walka stała się zbyt prosta. Richowi McCormickowi piszącemu dla „PC Gamera” spodobały się talenty i umiejętności, których używanie uznał za „ekscytujące”. Kevin VanOrd z GameSpotu docenił jego elastyczność, uznając go jednak za zbyt uproszczony, podobnie jak zarządzanie ekwipunkiem. Zarówno VanOrd, jak i Juba zaznaczyli, że widok trzecioosobowy w wersji na komputery osobiste jest niedopracowany.
Scenariusz i sposób prowadzenia historii spotkały się z mieszanym przyjęciem. Wykorzystanie nierzetelnego narratora jako element spajający fabułę został doceniony przez McCormicka i Steimer. Sharkeyowi spodobała się trzyaktowa struktura, którą porównał do „czytania powieści historycznej” opisującą „trudny okres we w pełni zarysowanym świecie fantasy”. Neigher uznał, że trzy akty składają się na „robiącą wrażenie” historię, dorównującą pierwszej części. Odmienne zdanie wyraził VanOrd, który nazwał scenariusz „krokiem wstecz” względem Początku, ponieważ brakowało w nim nadrzędnego celu, który napędzałby gracza, przez co opowieść była mniej epicka, niż powinna. Zaznaczył jednak, że w grze zdarzają się „serdeczne momenty”, związane głównie z towarzyszami i zadaniami pobocznymi. W podobnym tonie na temat niedociągnięć fabuły wypowiedział się Juba, twierdząc, że w głównym wątku niewiele było napięcia czy konsekwencji, a całość sprawiała wrażenie, jakby kilka zadań pobocznych połączono w jedno. Pochwalił jednak niektóre wątki jako kreatywne i innowacyjne. Zarówno VanOrd, jak i Dan Whitehead z magazynu „Eurogamer” zauważyli, że gra czerpała inspirację z wydarzeń mających miejsce w świecie rzeczywistym, kiedy pisano wątki konfliktów na tle kulturowym i politycznym. Whitehead nazwał Dragon Age II „grą polityczną”.
Opinie krytyków na temat systemu dialogów były podzielone. McCormick uznał, że ze względu na brak wskaźnika moralności, gracze wybierają różne warianty zależnie od okoliczności, zamiast odgrywać i kreować jakąś postać. Pochwalił jednak trzyaktową strukturę, jako nadającą wagi podejmowanym wyborom. Za „imponujące” uznał, że decyzja podjęta w jednym akcie może mieć znaczące konsekwencje w kolejnym, rozgrywającym się trzy lata później. Według Sharkeya i Whiteheada wybory miały znaczenie i często były moralnie niejednoznaczne. Podobnie stwierdził VanOrd, przypisując to niepewnej sytuacji politycznej Thedas. Wyraził zawód, ponieważ część wyborów była tylko iluzoryczna, w ogólnym rozrachunku jego zdaniem wybory miały jednak większe znaczenie niż w Początku. Odmiennego zdania była Steimer, która uznała wybory za pozbawione znaczenia, a dodatkowo skrytykowała fakt, że gra kończy się cliffhangerem. Joseph Leray z serwisu Destructoid, oceniając tempo gry, stwierdził, że „pierwszy akt jest za długi, trzeci za krótki, a drugi sprawia wrażenie, jakby był finałem, ale jest w dużej mierze niezwiązany z głównym wątkiem fabularnym”.
Z uznaniem krytyków spotkali się towarzysze Hawke’a. Steimer spodobały się rozmowy prowadzone przez nich w tle, które uznała za „radujące serce” i „przezabawne”. Sharkey uznał towarzyszy za najlepszych we wszystkich dotychczasowych grach BioWare’u, skrytykował jednak niemożliwość zmienienia ich ubioru. Spodobali się oni również Neigherowi – jego zdaniem byli bardziej wyraziści, a mniej „objaśniający”. Whitehead i VanOrd uznali, że towarzysze nie są tak interesujący jak w Początku, VanOrd dodał jednak, że mimo tego ich charaktery są bardziej „żywe”, a wszyscy zostali znakomicie zagrani i napisano dla nich dobre dialogi. Według Juby towarzysze byli lepsi niż w pierwszej części. Lerayowi podobały się związane z nimi zadania, narzekał jednak na fakt, że gra nie daje zbyt wielu możliwości na wchodzenie z nimi w interakcje. Chris Thursten z „PC Gamer”, pisząc w 2015 roku wspominkowy tekst na temat Dragon Age II, pochwalił różnorodność towarzyszy, zauważając, że „mają swoje domy, zajęcia i opinie”, oraz złożone relacje, jakie pomiędzy nimi zachodzą. Dodał, że dekada spędzona przez Hawke’a w Kirkwall to przede wszystkim poznawanie tych relacji, konkludując, że „od tamtej pory BioWare nie stworzyło narracji z tyloma niuansami czy sprytnymi zagrywkami”.
Z największą krytyką spotkało się osadzenie fabuły w jednym mieście i konieczność przemierzania bezustannie tych samych miejsc. Według Steimer, zmarnowało to bogaty świat wykreowany na potrzeby uniwersum. McCormick zasugerował, że ze względu na małą skalę gracze mogli bardziej zaangażować się w życie miasta, jego kulturę i politykę. Sharkey był zawiedziony przesadnym wykorzystywaniem tych samych miejsc, stwierdzając, że niektóre z nich są „skopiowanymi przez kalkę dungeon crawlami”. Neigher dodał, że ze względu na konieczność wracania ciągle do znanych już miejsc, gra sprawia wrażenie bardziej liniowej niż Początek. Według Juby, liczba miejsc w grze była „boleśnie ograniczona”, a gracze po pewnym czasie będą mieli ich dość. Leray skrytykował lokacje jako „nijakie”, dodając, że wykorzystywanie ich w kółko tylko pogorszyło sytuację. Podobnie jak Juba odniósł wrażenie, że z w miarę postępów w fabule stają się one „czerstwe”, a miasto oferuje graczom zbyt mało interesujących postaci czy zadań.

### Odbiór ze strony graczy
Przed premierą gry fani Początku wyrażali zaniepokojenie, że gra zostanie uproszczona wzorem Mass Effect. Gaider zapewnił, że w żadnym przypadku tak się nie stanie. Chociaż BioWare spodziewało się krytyki ze strony fanów, którym mogą nie spodobać się daleko idące zmiany wprowadzone w kontynuacji, studio było zaskoczone powszechną krytyką z ich strony. Electronic Arts przyznało, że jest świadome negatywnego odbioru gry przez część fanów i że „stracili część miłośników Początku”. Opinie graczy odnośnie do Dragon Age II były bardzo podzielone. Z największą krytyką spotkały się pojawiający się falami wrogowie, przesadne wykorzystywanie w kółko tych samych lokacji i brak historii początkowych.

### Kontrowersje
Po premierze gry, pracownik BioWare’u – Chris Hoban – został przyłapany na wystawieniu jej w agregatorze recenzji Metacritic oceny 10/10. Przedstawiciel Electronic Arts odpowiedział na zarzuty, że normalnym jest, że osoba pracująca nad jakąś grą chce ją wesprzeć; nie wiadomo jednak, czy Hoban działał na własną rękę, czy na polecenie firmy. Grę krytykowano również za wykorzystywanie systemu zabezpieczeń SecuROM. Studio odrzuciło te oskarżenia, stwierdzając, że wykorzystało tylko opracowany przez firmę odpowiedzialną za SecuROM program, który uniemożliwiał zagranie w Dragon Age II przed premierą i usuwał się w dniu, kiedy oficjalnie miała trafić na rynek.
Na początku 2011 roku, krótko po premierze gry, na forum społecznościowym BioWare’u pojawił się wpis użytkownika wyrażającego niezadowolenie z faktu, że postacie niezależne tej samej płci czynią awanse wobec Hawke’a, chociaż on – jako gracz – nie wyraził na to przyzwolenia, domagając się opcji wyłączenia homoseksualnych romansów i położenia większego nacisku na zadowolenie przede wszystkim graczy będących białymi, heteroseksualnymi mężczyznami. David Gaider odpowiedział na zarzuty stwierdzając, że gra przeznaczona jest dla każdej grupy odbiorców, bez względu na płeć, rasę czy orientację seksualną, a dodatkowo opracowanie romansów, które nazwał „nierealistycznie biseksualnymi”, było tańsze i szybsze niż pisanie ich osobno dla każdej postaci.

### Sprzedaż
Dragon Age II w tygodniu premiery było najlepiej sprzedającą się grą w Wielkiej Brytanii, znacznie wyprzedzając pozostałe gry, w tym m.in. Pokémon Black i White. W mniej niż dwa tygodnie sprzedano ponad milion egzemplarzy, co grze udało się osiągnąć szybciej niż Początkowi w 2009. Do maja 2011 roku gra rozeszła się w ponad dwóch milionach egzemplarzy.

## Kontynuacja
W listopadzie 2014 roku na platformach Microsoft Windows, PlayStation 4, PlayStation 3, Xbox One i Xbox 360 wydana została kontynuacja, zatytułowana Dragon Age: Inkwizycja. Koryfeusz, złoczyńca z dodatku Dziedzictwo, pojawia się w niej jako główny antagonista, z kolei Hawke jako niegrywalny bohater niezależny.